# Casa del Lago (Delos)
La Casa del Lago es el nombre dado a una antigua casa privada en la isla de Delos, en Grecia. Sus ruinas forman parte del yacimiento arqueológico de Delos, declarado Patrimonio Mundial de la Unesco. Más concretamente, el yacimiento forma parte de la zona Lago Sagrado de Delos.

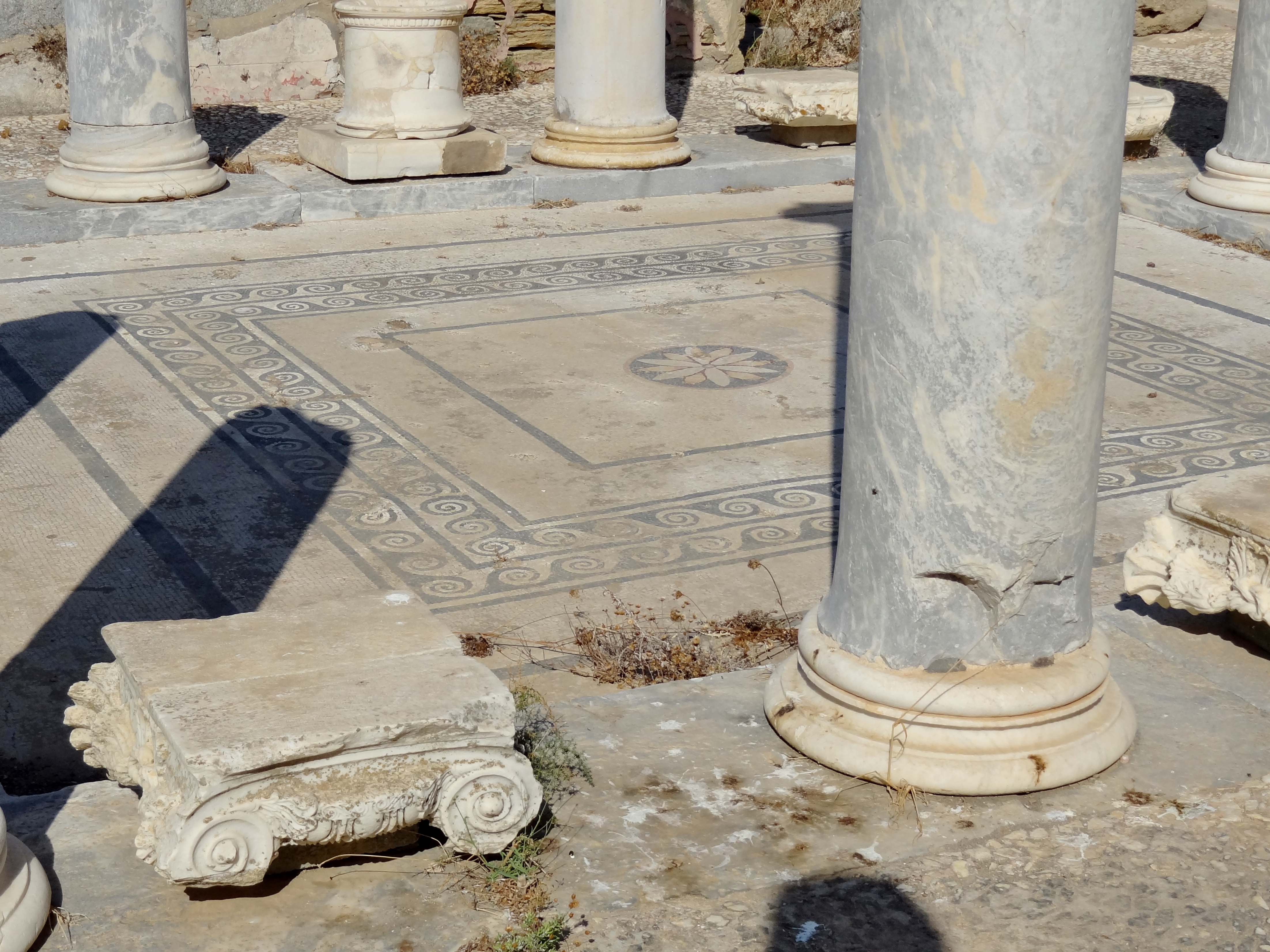
Decoración en el suelo.

Se construyó en el periodo helenístico, alrededor del 300-100 a. C. Estaba situada justo al norte del Lago Sagrado, del que toma su nombre. El edificio era un cuadrilátero de planta irregular, con habitaciones igualmente irregulares agrupadas en torno a un patio central. Las columnas del edificio eran de estilo jónico. Algunas de ellas han sido restauradas. Los suelos del edificio estaban decorados con mosaicos de motivos geométricos. El edificio era uno de los más ricos de Delos.